# Hrebenne (stacja kolejowa)
Hrebenne – stacja kolejowa na terenie wsi Hrebenne w województwie lubelskim, w Polsce. Znajduje się tu 1 peron.
Odprawa graniczna pociągów przekraczających granicę polsko-ukraińską jest prowadzona przez służby graniczne w pociągach w czasie ich postoju na stacji.

## Ruch pasażerski
| Rok  | Wymiana pasażerska na dobę |
| ---- | -------------------------- |
| 2017 | 0-9                        |
| 2022 | 0-9                        |